# BATTLE WITHOUT HONOR OR HUMANITY
「BATTLE WITHOUT HONOR OR HUMANITY」（バトル・ウィズアウト・オナー・オア・ヒューマニティー）は、日本のギタリストである布袋寅泰の楽曲。阪本順治監督の映画『新・仁義なき戦い。』のメインテーマとして作曲された楽曲で、その際のタイトルは「新・仁義なき戦いのテーマ」（しん・じんぎなきたたかいのテーマ）。後にクエンティン・タランティーノ監督の映画『キル・ビル』のメインテーマとしても使用された。
2004年6月30日に『アナザー・バトル』としてシングル・カットされた。

## 背景
2000年に阪本順治監督の映画『新・仁義なき戦い。』が公開された。布袋は俳優としての出演オファーと同時に、音楽監督も任されることとなり同作のための新しいテーマ曲を書くように依頼された。映画の撮影開始当初、布袋は楽曲があまり思い浮かばずにいたが、阪本に映画の1シーン、ヒントになるようなシーンがあればいただければ〔ママ〕、それに合わせて曲を作ってみたいと依頼し、これに対して阪本は豊川悦司が道頓堀の路地裏をゆっくりと歩いていく背中の映像を送った。映像を見た布袋は歩くテンポに合わせながら、ドンツッタンツクツクタンって重いビートが聞こえてきて、そこにチャラランランって乗っかっていって…あの曲は豊川くんの背中を見て作った曲と説明している。楽曲のテーマは「低温火傷」。ガツンとくるインパクトのあるものではなく、ジワジワと迫まり来るようなフレーズを意識して作曲したとのこと。
映画の公開後、クエンティン・タランティーノから自身が監督を務める映画『キル・ビル』でメインテーマとして使用したいという依頼を受ける。布袋は『キル・ビル』用の新曲を書き下ろして提供したいと申し出たが、タランティーノはそれを断り本作の使用にこだわった。これを受けて布袋が阪本に確認を取ったところ、阪本が楽曲の使用を快諾したことから『キル・ビル』のメインテーマとして使用されることとなった。

## アナザー・バトル
2004年6月30日に東芝EMIからシングル『アナザー・バトル』としてリカットされた。布袋にとって25枚目のシングルとなる。シングルには、オリジナル・バージョンにリミックス・バージョンとカラオケ・バージョンを追加した全3曲が収録された。
リミックス・バージョンの「BATTLE WITHOUT HONOR OR HUMANITY SAMURAI MIX」のミックスは布袋が自ら手がけ、『キル・ビル』の登場人物であるオーレン・イシイのセリフ「ヤッチマイナー！」を合図にBPMが加速するエンディングが追加されている。このアレンジは、2005年に発売されたベスト・アルバム『ALL TIME SUPER BEST』にも収録された。

### 収録曲
| 全作曲: 布袋寅泰。 |                                                     |       |            |      |
| #                  | タイトル                                            | 作詞  | 作曲・編曲 | 時間 |
| 1.                 | 「BATTLE WITHOUT HONOR OR HUMANITY ORIGINAL MIX」   |       | 布袋寅泰   | 2:29 |
| 2.                 | 「BATTLE WITHOUT HONOR OR HUMANITY SAMURAI MIX」    |       | 布袋寅泰   | 6:04 |
| 3.                 | 「BATTLE WITHOUT HONOR OR HUMANITY GUITAR KARAOKE」 |       | 布袋寅泰   | 2:29 |
| 合計時間:          | 合計時間:                                           | 11:02 |            |      |

### クレジット
- 布袋寅泰 - ギター、ベース、キーボード
- 岸利至 - プログラミング、オーディオ・エディット
- 村田陽一 - ホーンアレンジ、トロンボーン
- 荒木敏男・菅坡雅彦 - トランペット

## 受容
日本国外から日本音楽著作権協会（JASRAC）に払われる国内作品の著作権使用料分配額では2014年度に年間8位、2015年度に年間6位、2016年度に年間10位、2018年度に年間10位、2019年度に年間3位、2020年度に年間2位に入った。
音楽雑誌『YOUNG GUITAR』（2019年7月号）に掲載された「ギター・インストの殿堂100」では80位に選出された。

## 演奏披露
『MONSTER DRIVE PARTY!!!』（2005年）、『MTV UNPLUGGED』（2007年）などのライブ・アルバムにライブ音源が収録されているほか、『MONSTER DRIVE PARTY!!!』（2005年）、『HOTEI presents "SUPER SOUL SESSIONS" BRIAN SETZER vs HOTEI vs CHAR』（2007年）、『MTV UNPLUGGED』（2007年）、『HOTEI+東大寺 布袋寅泰 SPECIAL LIVE -Fly Into Your Dream-』（2009年）などの映像作品や『ALL TIME SUPER GUEST』（2011年）の初回限定盤特典DVDにライブ映像が収録されている。
2021年12月31日に放送された『第72回NHK紅白歌合戦』に生演奏で出演した。
2022年12月4日に大阪城ホールで開催された『サントリー1万人の第九』にゲスト出演。佐渡裕と共演し、本楽曲をオーケストラアレンジにて演奏した。

## その他の利用

### マッシュアップ
- 『BATTLE FUNKASTIC』（HOTEI VS RIP SLYME）『FUNKASTIC BATTLE』（RIP SLYME VS HOTEI）は、本楽曲とRIP SLYME『FUNKASTIC』のマッシュアップ楽曲。

### 作品での使用
- コナミの音楽ゲーム『Pop'n music 13 カーニバル』（家庭用版のみ）および『pop'n music 17 THE MOVIE』（業務用）に収録された（カバー）。
- 映画『近距離恋愛』（きんきょりれんあい、原題：Made of Honor 2008年アメリカ映画）にて使用された。同映画のサウンドトラックに収録されている。
- 映画『トランスフォーマー』にて、バンブルビーが新型カマロをスキャンした場面で使用された。『キル・ビル』でユマ・サーマンが着用していたコスチューム・カラーが、バンブルビーのカラーと同じであることからのパロディ。
- 映画『ザ・スーパーマリオブラザーズ・ムービー』にて、冒頭のクッパと氷の国のペンギンたちのバトルのシーンで使用された[15]。
- アーケードゲーム『STARHORSE2』のBGMに使用されている。

### CM曲としての使用
- GMデーヴ（現：韓国GM）が生産販売していたCセグメントセダン／ハッチバック、初代ラセッティ（日本名：シボレー・オプトラ）韓国仕様車のCM曲に使用。
- エスエス製薬のOTC医薬品『ハイチオールC』のテレビCM「働く女性たちの始動（疲れ）」篇でBGMとして使用された。
- NTTドコモの「GALAXY S4」と「Xperia A」のCMソングとして、当曲とファットボーイ・スリムの「Right Here Right Now」をマッシュアップした楽曲が使用された[16]。現在のところ音源化はされていない。
- 2014年にはイギリスにてミネラルウォーター「Buxton water」のCMソングとして使用されている。
- 2023年4月3日から放送が開始されたサントリーフーズの「伊右衛門 特茶」のテレビCMで使用された[17]。

### その他BGMとしての使用
- 入場テーマ曲としての利用機会も多く、ニューヨーク・ヤンキース在籍当時の野球選手の松井秀喜・プロレスラーの坂口征夫・総合格闘家の岡見勇信などが本テーマを使用している。プロボクサーの井上尚弥はWorld Boxing Super Series決勝の入場曲として、本楽曲を布袋がアレンジして井上に提供した「バトル・オブ・モンスター」を使用し[18]、2022年の「3団体統一世界バンダム級タイトルマッチ」に布袋自身の生演奏にて入場した。
- 2010-2011年シーズン、当時イングランドのプレミアリーグに所属していたブラックプールFCの入場曲に使用された[19]。
- 桜塚やっくんは、「スケバン恐子」としてネタを行う際の入場曲として使用していた[20]。
- 2021年8月24日に行われた2020年東京パラリンピックの開会式のアトラクション内で使用された。このアトラクションに布袋も生出演・演奏を行い、全盲のギタリスト・田川ヒロアキ、車椅子のギタリスト・川崎昭仁、不登校を経験したベーシスト・アヤコノと共に演奏を披露した[21][22]。